# Isla Triquet
La isla Triquet se encuentra en el Distrito Central Regional de la Costa, de la provincia de Columbia Británica, en el suroeste del Canadá, a 3800 km al oeste de Ottawa. Su superficie es plana, de apenas 1,44 km², con el punto más alto a 49 m s. n. m.

## Yacimiento arqueológico
Un equipo de arqueólogos, patrocinado por el Instituto Hakai, excavó y encontró en la isla los restos calcinados de un antiguo fogón. Los arqueólogos también hallaron una serie de artefactos en la zona, como anzuelos, un taladro de mano para encender el fuego, un propulsor de madera para lanzar proyectiles y una acumulación de herramientas de piedra asociada al fogón. Los investigadores minuciosamente tomaron escamas del carbón de leña, que en noviembre de 2016 fueron fechadas por carbono radioactivo. Las pruebas revelaron que el fogón tiene unos 14 000 años de antigüedad, lo que indica que se encontró uno de los asentamientos humanos más antiguos descubiertos en América del Norte. Este hallazgo confirma la hipótesis según la cual el poblamiento de América se inició por el litoral Pacífico cuando aun el resto del norte del continente estaba congelado, durante la última glaciación.
La evidencia encontrada sugiere que los pobladores de Triquet cazaron y comieron grandes mamíferos, especialmente focas y leones marinos, hasta hace 5700 años, cuando hubo un cambio de dieta, que desde entonces se basó en peces de aleta y mariscos. Este cambio de dieta pudo haber sido ocasionado por las consecuencias de un tsunami registrado hace unos 5600 años. La población parece haber sobrevivido anteriormente a otro tsunami hace unos 6700 años. Un artefacto de madera de doble punta, que data de hace 7000 años, era probablemente usado como cierre de líneas para la pesca demersal. Las investigaciones se concentrarán ahora en una acumulación de basura de 5 m de profundidad, que se extiende por 70 m, desde el sitio excavado hasta la playa.